# ويلويل (إثيوبيا)
ويلويل (بالإيطالية Ual-Ual ) هي مدينة في شرق إثيوبيا تُعرف أيضا باسم أوغادين . تقع في منطقة دولو (التي عُرفت سابقا باسم واردر) في المنطقة الصومالية . يبلغ ارتفاعها 570 متر فوق مستوى سطح البحر ويقدر عدد سكانها بـ 842 نسمة حسب تعداد عام 2007.
كانت ويلويل واحة في إثيوبيا حين وقع فيها اشتباك حدودي في عام 1934 بين مملكة إيطاليا والإمبراطورية الإثيوبية . استخدم بينيتو موسوليني هذا الحادث كذريعة لغزو إثيوبيا، مما أدى نشوب الحرب الإيطالية الأثيوبية الثانية .
تذكر السجلات المعروضة على الموقع الإلكتروني للمعهد الأفريقي- الإسكندنافي تفاصيل عن بئر نفط تجريبي حُفر في ويلويل بواسطة شركة نفط سنكلير [الإنجليزية] في عام 1955، وعن وجود مدرسة للتعليم الإبتدائي في ويلويل خلال عام 1968. 